# فيزل (مركبة مدرعة خفيقة)
فيزل حاملة الأسلحة المدرعة Wiesel (AWC) هي مركبة قتالية مدرعة خفيفة الوزن يمكن أن تُحمل جواً ، وبشكل أكثر تحديداً كحاملة أسلحة خفيفة مدرعة. تشبه إلى حد بعيد الدبابات الصغيرة أو عربات الإستطلاع المدرعة من حيث الحجم والشكل والوظيفة ، وهي النوع الوحيد من الدبابات الصغيرة الحديثة المستخدم في أوروبا الغربية. 
تم استخدام الفيزل في العديد من البعثات للجيش الألماني في الخارج ( II الأمم المتحدة في الصومال ).

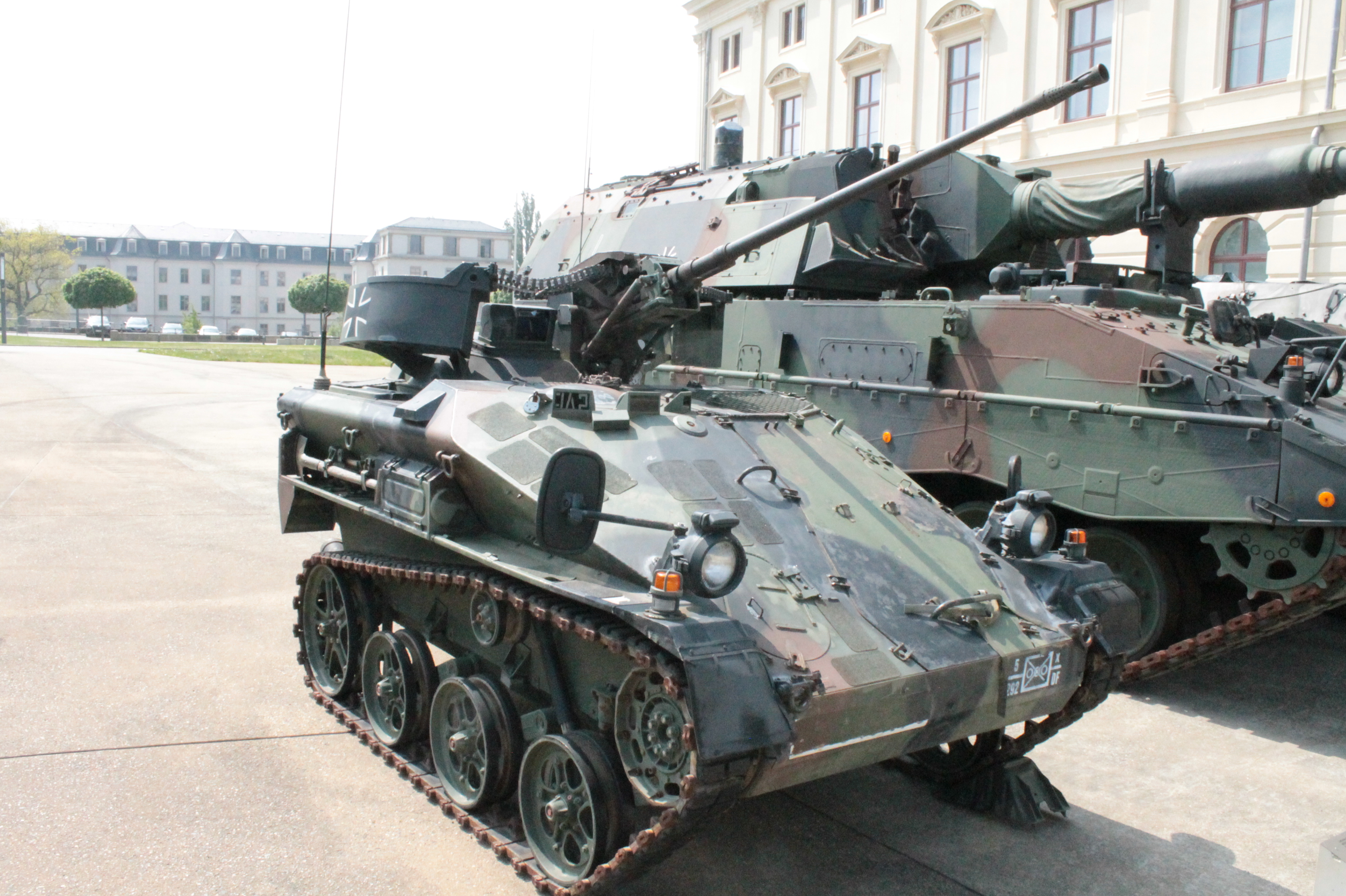
Wiesel 1 MK20 (1991) متحف التاريخ العسكري Bundeswehr ، درسدن. السيارة الخلفية هي Panzerhaubitze 2000

## صور

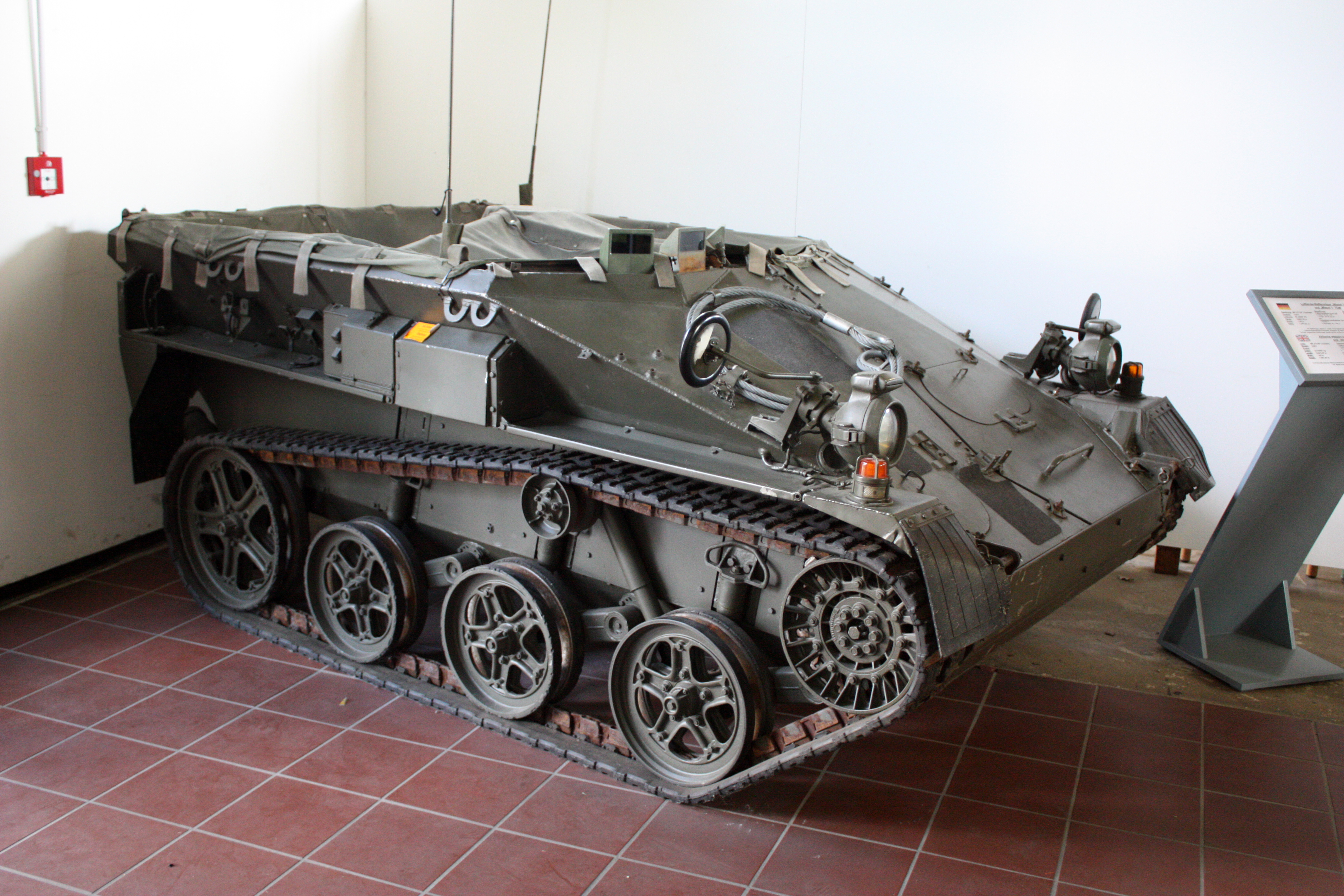
نموذج Wiesel 1
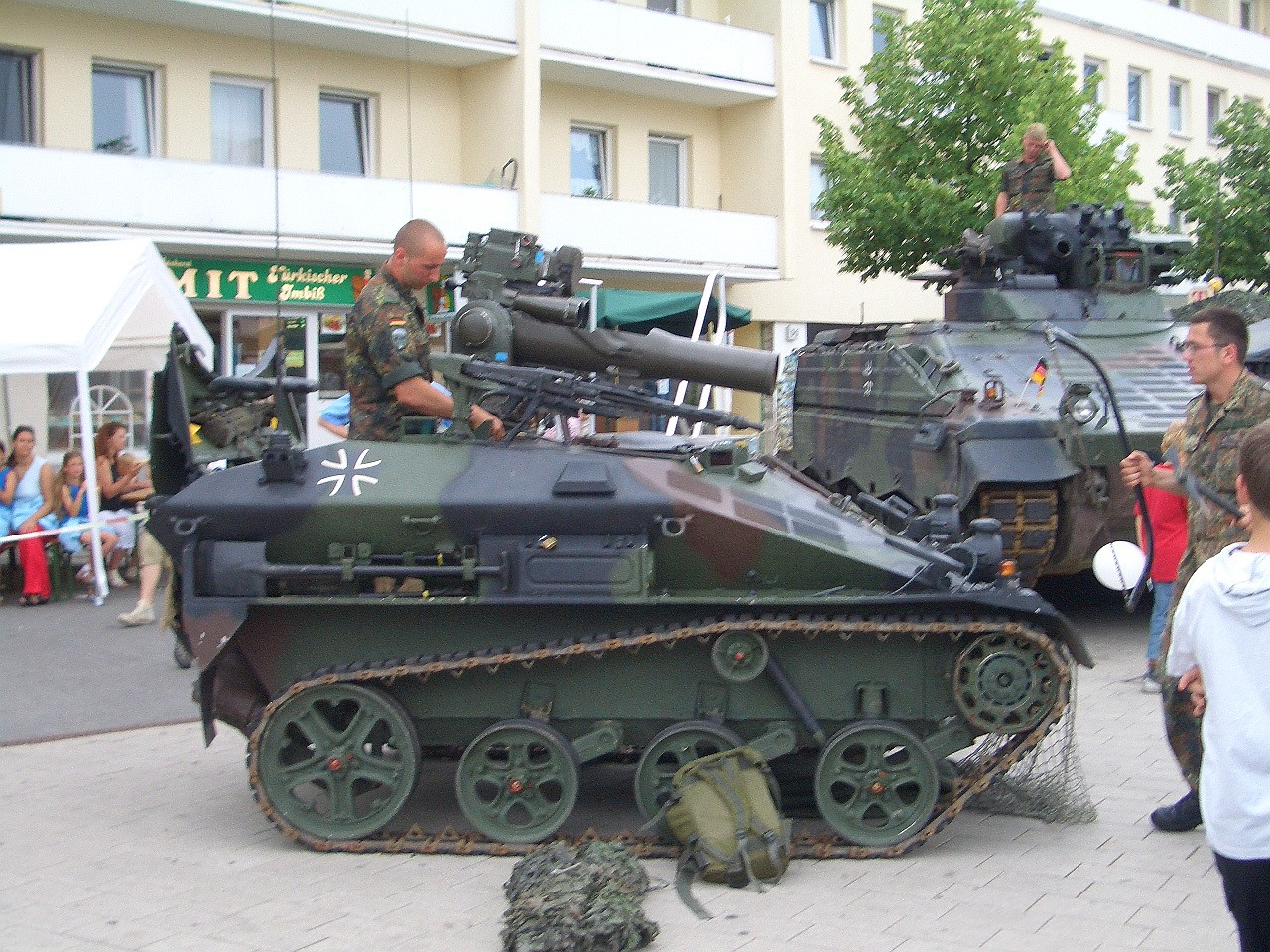
Wiesel 1 TOW
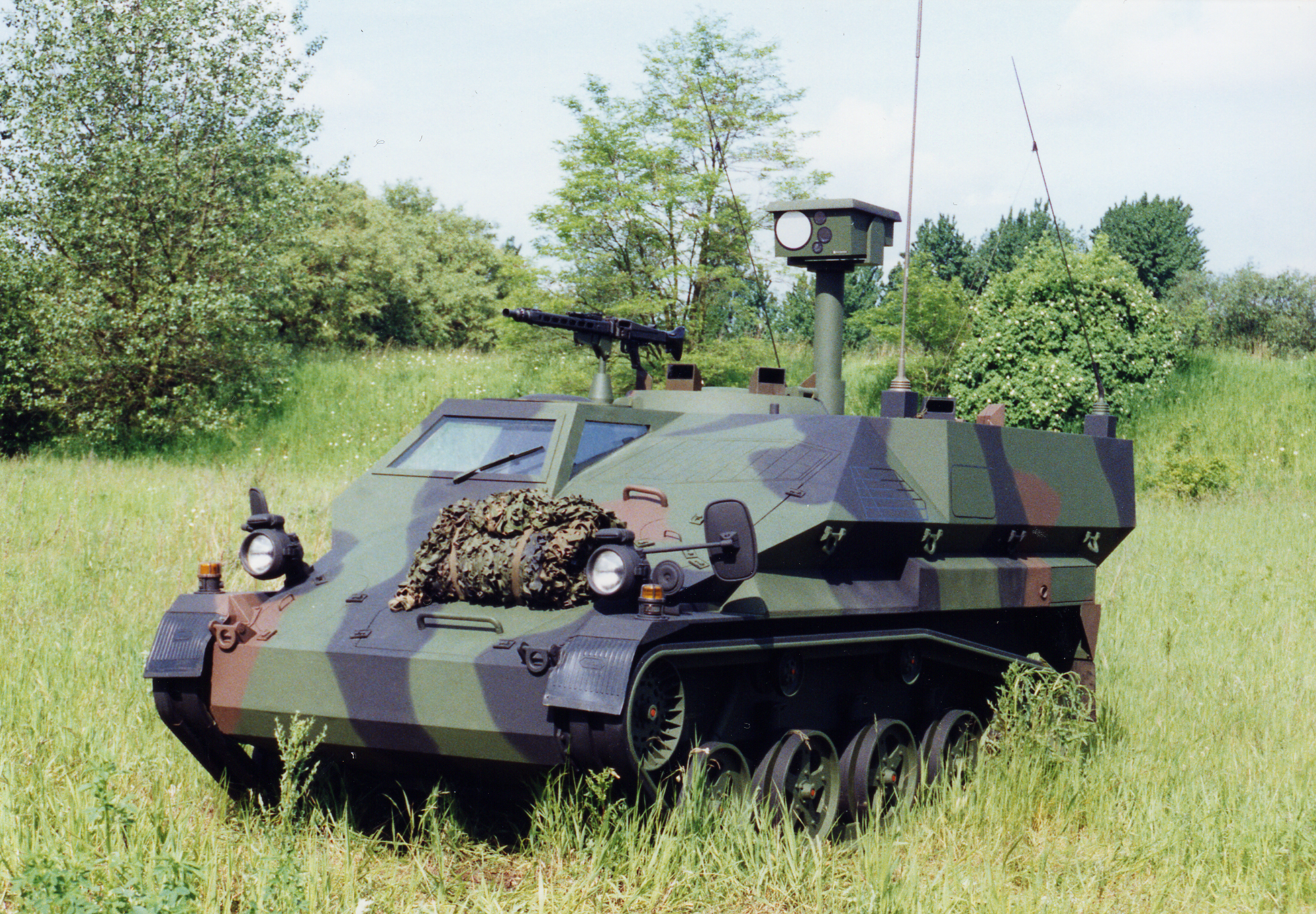
مركبة الكشفية Wiesel 2 Argus
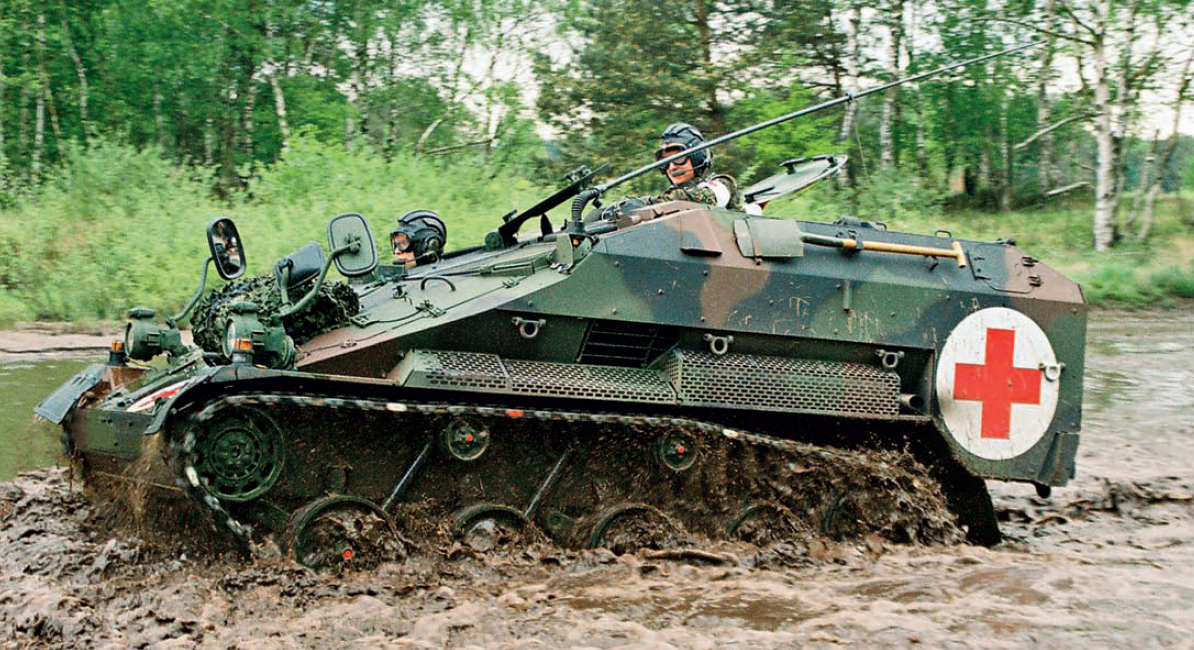
سيارة إسعاف Wiesel 2
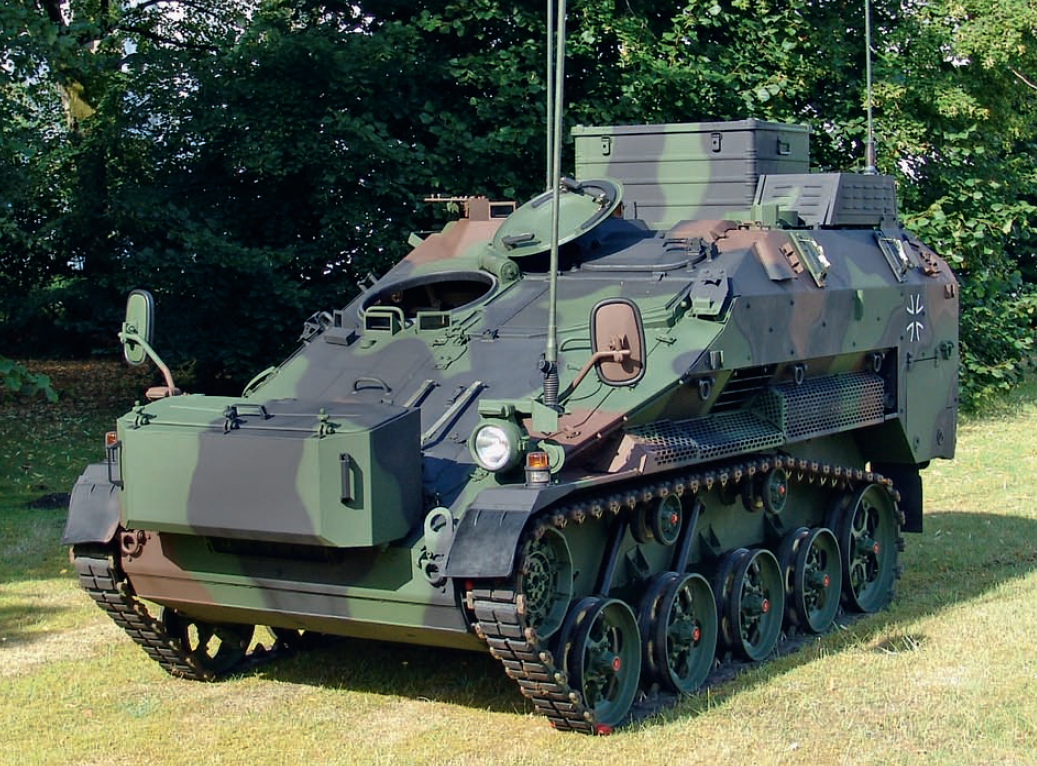
متغير مركز قيادة Wiesel 2
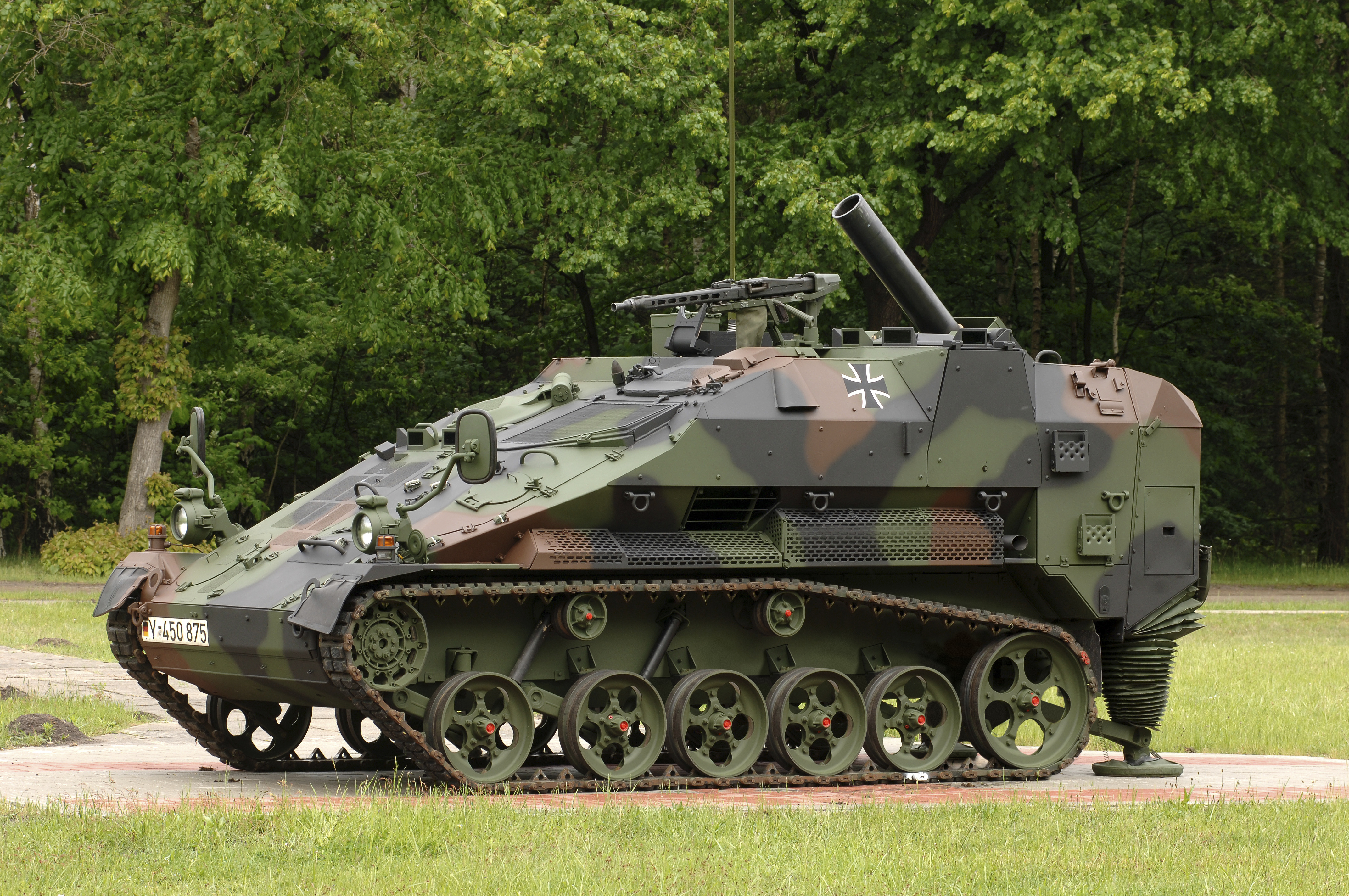
هاون مدرع خفيف الوزن من Wiesel 2 من نظام الهاون المتقدم
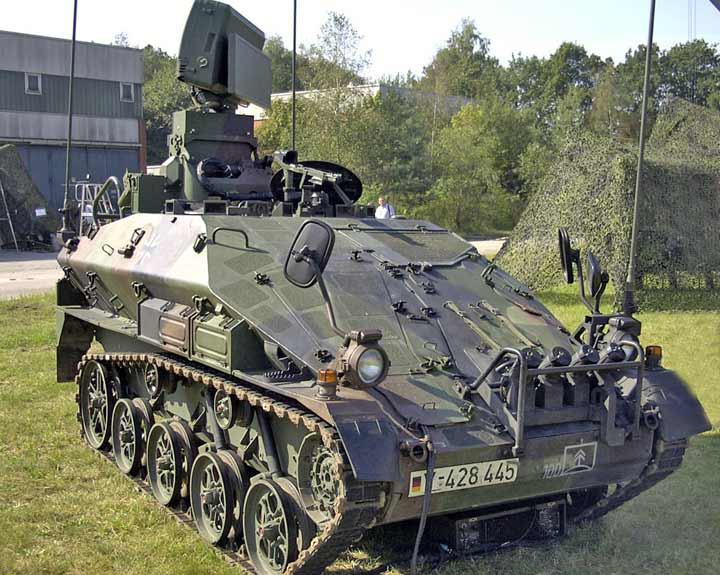
مركبة استطلاع ونظام دفاع جوي خفيف Wiesel 2 ونظام مكافحة الحرائق (RFCV)
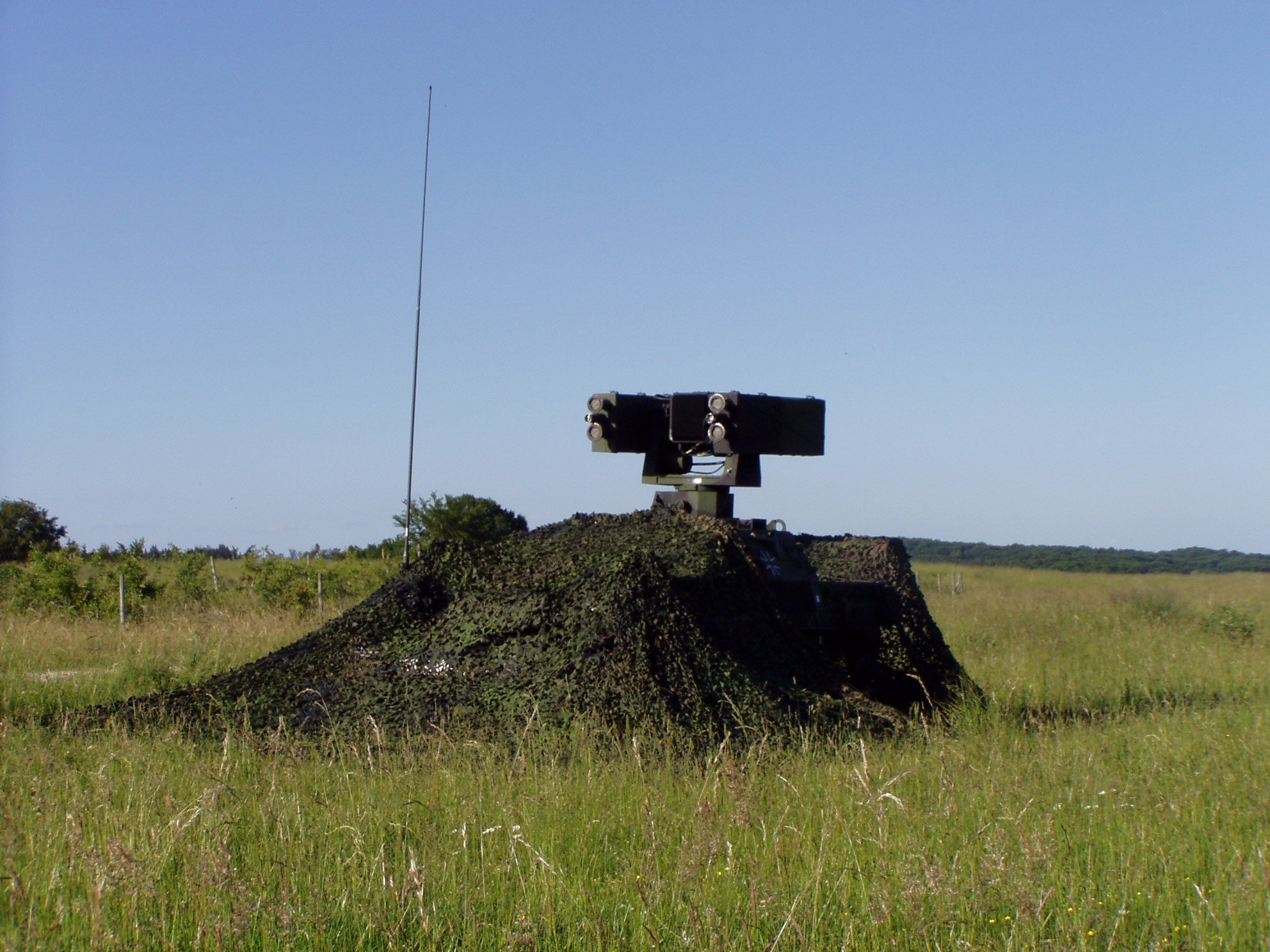
حاملة سلاح الدفاع الجوي Ozelot مع التمويه في موقع إطلاق النار
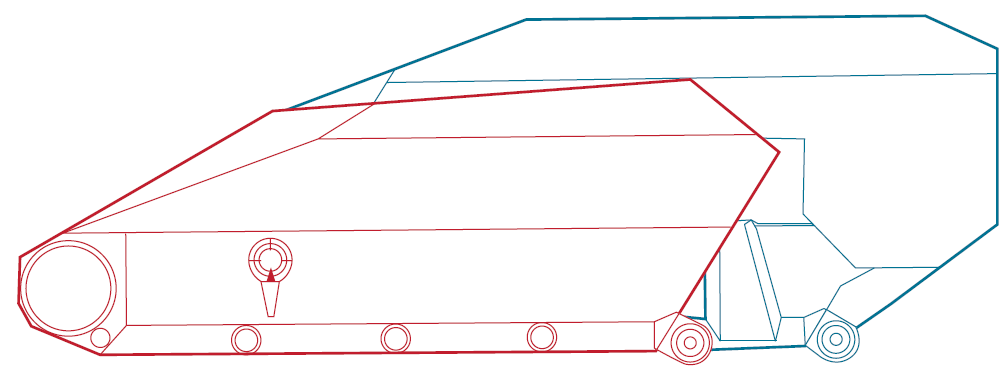
غُطيت صورة ظلية Wiesel 1 فوق صورة Wiesel 2

## المُستخدمون

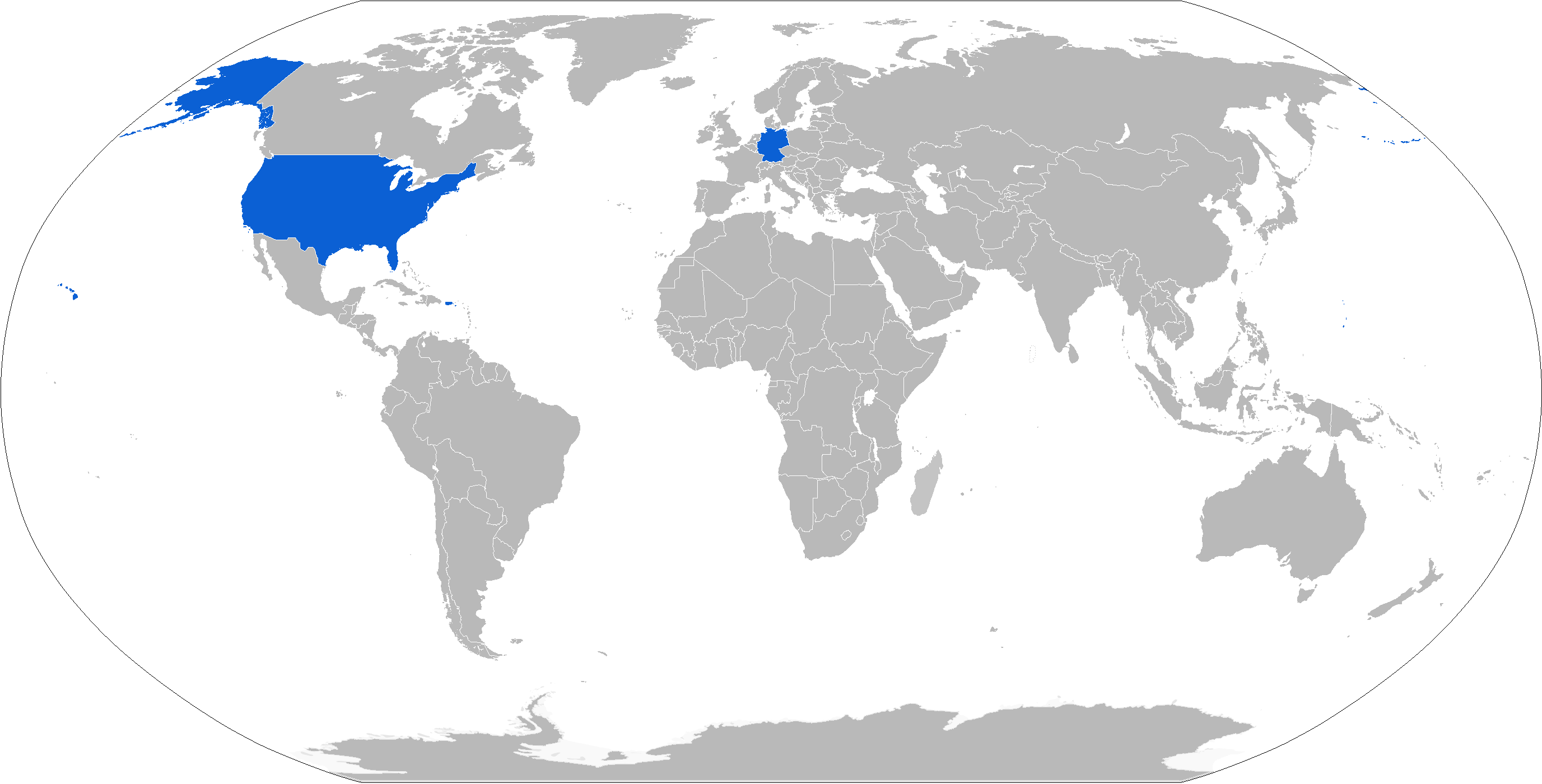
الخريطة مع مشغلي Wiesel باللون الأزرق

- Germany طلبت ألمانيا 343 Wiesel 1s و 179 Wiesel 2s (تم تسليم 148
- United States طلبت 7 Wiesel 1s لإجراء تجارب روبوتية بدون قائد[2]